# Barberen i Sevilla
Barberen i Sevilla (Il barbiere di Siviglia, ossia L'inutile precauzione) er en opera buffa i to akter af Gioachino Rossini til en libretto af Cesare Sterbini. Librettoen er baseret på Pierre Beaumarchais' komedie Le Barbiér de Seville (1775) og var oprindeligt en opéra comique. Operaen er Rossinis mest kendte og har udkonkurreret andre komponisters operaer med samme motiv med undtagelse af Wolfgang Mozarts opera Figaros Bryllup. Rossini komponerede sit værk som 23-årig og det hed Almaviva, ossia L'inutile precauzione. Premieren fandt sted den 20. februar 1816 på Teatro Argentina i Rom. Værket var en af de første italienske operaer, der blev opført i Amerika. Det fik amerikansk premiere på Park Teater i New York den 29. november 1825. Operaen er en af de mest populære musikalske komedier og er kaldt opera buffaen over alle opere buffe.

## Historie
Giovanni Paisiello havde skrevet en opera baseret på skuespillet, ligesom Nicolas Isouard havde lavet sin operaversion af det i 1796. Selv om Paisiellos værk dominerede som den førende udgave i en tid, blev det Rossinis nyere version, der kom til at udgøre en grundpille i operarepertoiret.
Rossinis opera følger det første af Pierre Beaumarchais' skuespil om Figaro, mens Mozarts opera om Le nozze di Figaro, komponeret 30 år tidligere i 1786, er baseret på anden del af Beaumarchais' trilogi. Beaumarchais' oprindelige version blev uropført i 1775 i Paris på Comédie-Française på slottet i Tuilerierne. 
Rossini var bemærkelsesværdigt produktiv, idet han færdiggjorde i gennemsnit på to operaer om året i 19 år, mens han i nogle år nåede op på at skrive hele fire. Musikforskere mener, at han komponerede musikken til Il Barbiere di Siviglia på blot knap tre uger. Nogle af temaerne i den berømte ouverture er lånt fra to tidligere Rossini-operaer, Aureliano in Palmira og Elisabetta, regina d'Inghilterra. 
Den første opførelse den 20. februar 1816 blev en katastrofal fiasko: Publikum hvæsede ad og hånede værket hele vejen igennem, og den tekniske gennemførelse var præget af flere uheld. Mange i publikum var dog tilhængere af en af Rossinis rivaler, Giovanni Paisiello, der appellerede til "pøbelmentaliteten" for at provokere resten af publikum til ikke at bryde sig om operaen. Paisiello havde allerede komponeret sin version af historien og mente, at Rossinis nye version var en hån mod hans værk. Bl.a. var Paisiello og hans tilhængere mod brugen af en basso buffa, som ellers var normalt i komisk opera. Den anden opførelse fik imidlertid en helt anden skæbne og blev en stor succes. Det er skæbnens ironi, at det oprindelige franske skuespil Le Barbier de Seville oplevede noget lignende og gik fra en modvillig modtagelse til at blive publikumsfavorit på blot en uge.
Som en fast bestanddel af operarepertoiret ligger Il barbiere di Siviglia nummer fem på Opera Americas liste over de 20 mest opførte operaer i Nordamerika. Rollen som Rosina er skrevet til en koloraturalt, men bliver oftest sunget af en koloraturmezzo og har tidligere og også i nyere tid, været sunget i en transponeret version for sopran; fx har Marcella Sembrich, Maria Callas, Roberta Peters, Gianna D'Angelo, Victoria de los Angeles, Beverly Sills, Lily Pons, Diana Damrau, Kathleen Battle og Luciana Serra sunget rollen. Berømte Rosina-mezzosopraner ter Marilyn Horne, Teresa Berganza, Lucia Valentini Terrani, Cecilia Bartoli, Joyce DiDonato, Jennifer Larmore, Elīna Garanča og Vesselina Kasarova. Ewa Podleś, en berømt alt, har også sunget partiet.

## Roller
| Rolle                                        | Stemmetype  | Originalbesætning, 20. februar 1816 (Dirigent: Gioachino Rossini) |
| -------------------------------------------- | ----------- | ----------------------------------------------------------------- |
| Rosina, Doktor Bartolos protegée             | Kontraalt   | Geltrude Righetti                                                 |
| Doktor Bartolo, Rosinas vogter               | Bas         | Bartolomeo Botticelli                                             |
| Grev Almaviva, en lokal adelsmand            | Tenor       | Manuel Garcia                                                     |
| Figaro, factotum, barber i Sevilla           | Baryton     | Luigi Zamboni                                                     |
| Fiorello, grevens tjener                     | Bas         | Paolo Biagelli                                                    |
| Don Basilio, en musiklærer                   | Bas         | Zenobio Vitarelli                                                 |
| Berta (Marcellina), Dr. Bartolos tjener      | Mezzosopran | Elisabetta Loiselet                                               |
| Ambrogio,en tjener til Dr. Bartolo           | Ubestemt    |                                                                   |
| Officerer, soldater, en politimand, en notar |             |                                                                   |

## Synopsis[8]
Sted: Sevilla
Tid: 17. århundrede

### Første akt
På en offentlig plads uden for dr. Bartolos hus spiller nogle musikere, mens en fattig student ved navn Lindoro synger en serenade til ingen nytte op mod Rosinas lukkede vindue (Ecco ridente in cielo). Lindoro, der er grev Almaviva i forklædning, håber at få den smukke Rosina, fordi hun elsker ham og ikke på grund af hans penge. Almaviva betaler musikerne, som går og lader ham gruble over sagen. 
Figaro kommer ind (Largo al factotum della città). Da Figaro  var ansat af greven, beder han ham om hjælp til at møde Rosina og tilbyder ham penge, hvis det lykkes (All'idea di quel metallo). Figaro råder greven til at forklæde sig som en drukken soldat med ordre om indkvartering hos Bartolo, så han får adgang til huset. Figaro modtager en rig belønning for dette forslag. 
Rosina kender kun greven ved navnet Lindoro, som hun nu skriver til (Una voce poco fa). Da hun forlader rummet, kommer Bartolo og Basilio ind. Bartolo er mistænksom over for greven, og Basilio tilråder, at han bliver bragt af vejen ved at skabe falske rygter om ham (La calunnia è un venticello).
Da de to er gået, kommer Rosina og Figaro ind. Han beder Rosina skrive et par opmuntrende ord til Lindoro – som hun allerede har skrevet (Dunque io son ... tu non m'inganni?). Selv om hun overraskes af Bartolo, formår Rosina at narre ham, om end han stadig  er mistænksom (A un dottor della mia sorte).
Da Berta forsøger at forlade huset, mødes hun af greven forklædt som beruset soldat. Af frygt for den berusede mand løber hun til Bartolo, og han forsøger at fjerne soldaten, men det lykkes ikke . Greven hvisker til Rosina, at han er Lindoro og giver hende et brev. Det gør Bartolo mistænksom. Han kræver at få at at vide, hvad der står på papiret, Rosina har i hænderne, men hun narrer ham ved at udlevere sin vaskeriseddel. Bartolo og greven begynder at skændes, og Basilio, Figaro og Berta kommer ind. Støjen tiltrækker den vagthavende og hans mænds opmærksomhed. Almaviva behøver dog kun nævne sit navn for at blive frigivet. Bartolo og Basilio er overrasket. (Fredda ed immobile). 

### Anden akt
Almaviva dukker igen op ved lægens hus, denne gang forklædt som sanglærer og vikar for den angiveligt skrantende Basilio, som normalt underviser Rosina i sang. I første omgang er Bartolo mistænksom, men han lader Almaviva komme ind, da greven giver ham Rosinas brev. Bartolo skitserer sin plan om at bringe Lindoro i miskredit, da han mener, at Lindoro er en af grevens tjenere, som er opsat på at forfølge kvinder for sin herre. For ikke at lade sanglæreren alene med Rosina, beder lægen Figaro barbere ham i musikværelset (Don Basilio! – Cosa veggo!). 
Da Basilio pludselig dukker op, bliver han bestukket af Almaviva til at foregive at være syg. Da Bartolo opdager det trick, driver han alle ud af stuen og skynder sig hen til notaren for at få udarbejdet en ægtepagt for sig selv og Rosina. Han viser også Rosina det brev, hun skrev til "Lindoro" og overbeviser hende om, at Lindoro blot er Almavivas lakaj.
Det er tordenvejr. Greven og Figaro klatrer op ad en stige til altanen og ind i rummet gennem et vindue. Rosina viser Almaviva brevet og giver udtryk for at være blevet forrådt og for sin hjertesorg. Almaviva afslører sin identitet, og de to forsones. Mens Almaviva og Rosina er henrykte over hinandens selskab, forsøger Figaro at få dem til at forlade stedet. To mennesker høres nærme sig hoveddøren, og parret forsøger at forlade stuen ved hjælp af stigen, men de bliver så klar over, at den er fjernet. De to, der nærmer sig, er Basilio og notaren, og Basilio får så valget mellem at acceptere bestikkelse og være vidne eller få to kugler i hovedet – et nemt valg, siger han. Han og Figaro bevidner underskrifterne på ægtepagten mellem greven og Rosina. Bartolo braser ind, men for sent. Den perplekse Bartolo, som havde fjernet stigen, pacificeres ved at få lov til at beholde Rosinas medgift.